# 114239 Bermarmi
114239 Bermarmi este un asteroid din centura principală de asteroizi.

## Descriere
114239 Bermarmi este un asteroid din centura principală de asteroizi. A fost descoperit pe 21 noiembrie 2002 la Wrightwood de James Whitney Young. Asteroidul prezintă o orbită caracterizată de o semiaxă mare de 2,62 ua, o excentricitate de 0,13 și o înclinație de 11,7° în raport cu ecliptica.